# 蘭舞ゆう
蘭舞 ゆう（らんま ゆう、9月12日生）は、元宝塚歌劇団・花組男役。
山口県下関市、梅光女学院高等学校出身。公称身長171cm。愛称は「らんまる」血液型はA型。
安蘭けいに憧れ、入団テストの際にたまたま見ていた安蘭けいの、日舞で桜が舞うシーンを、見よう見真似で演じ、先生に褒められる。

蘭舞の蘭は安蘭けいから貰っている。

## 来歴・人物
2008年1月、準ミス日本に選ばれる（共にミス日本に出場したのが現フジテレビアナウンサーの細貝沙羅である）。
2008年、宝塚音楽学校入学。同期には夢華あみ、咲妃みゆ、紫藤りゅう、和希そら 、花乃まりあらがいる。
2010年、宝塚歌劇団に第96期生として入団。入団時の成績は12番。月組公演『THE SCARLET PIMPERNEL』で初舞台。その後、花組に配属。
2013年11月17日、『愛と革命の詩 -アンドレア・シェニエ-／Mr. Swing!』の東京宝塚劇場公演千秋楽を最後に宝塚を退団。
2014年5月に『セレブレーション100! 宝塚』が退団後、舞台初出演となる。

## 宝塚歌劇団時代の主な舞台

### 初舞台公演
- 2010年4月 - 5月、『THE SCARLET PIMPERNEL』

### 花組配属後
- 2010年7月 - 10月、『麗しのサブリナ／EXCITER!!』
- 2012年1月、『復活 －恋が終わり、愛が残った－／カノン』
- 2012年7月 - 10月、『サン＝テグジュペリ／CONGA!!』新人公演：マックス
- 2012年11月 - 12月、『Streak of Light －一筋の光…－』 （青年館・ドラマシティ）
- 2013年2月 - 5月、『オーシャンズ11』新人公演：バージル・モロイ
- 2013年6月、『フォーエバー・ガーシュイン －五線譜に描く夢－ 』（バウ公演）ニック
- 2013年8月 - 11月、『愛と革命の詩 -アンドレア・シェニエ-／Mr. Swing!』新人公演：ファビアン

## 宝塚歌劇団退団後の主な活動

### 舞台
- 2014年5月、『セレブレーション100! 宝塚』（青山劇場、梅田芸術劇場）
- 2014年10月、『ALONE 〜青い鳥のくれたおくりもの〜』（博品館劇場）
- 2014年12月、『私はスター』（赤坂RED/THEATER）
- 2016年2月、『GOKÛ』（AiiA 2.5 Theater Tokyo）
- 2016年10月　- 12月、ライブ・スペクタクル『NARUTO-ナルト-』ワールドツアー（中国6都市） - 大蛇丸 役 [3]
- 2025年7月、『Flores de Colores』（有楽町朝日ホール）[4]

### その他
- Ground Y オープニングビジュアルモデル（2014年）
- Vogue Italia Photo Vogue モデル（2014年）